# Stadion Orła Łódź
Stadion Orła Łódź – stadion sportowy w Łodzi, w Polsce. Do 2018 roku funkcjonował jako stadion żużlowy i był areną zmagań żużlowców klubu Orzeł Łódź. W 2018 roku tuż obok obiektu otwarto nowy stadion żużlowy, na który przenieśli się żużlowcy Orła Łódź.
Otwarcie stadionu nastąpiło w 1921 roku. Uroczystego pierwszego kopnięcia piłki dokonał ówczesny dowódca Okręgu Generalnego "Łódź" – gen. Jan Rządkowski, który funkcję ową pełnił pomiędzy 13 lutego 1921 a 31 grudnia tegoż roku. W pierwszych latach funkcjonowania, użytkowany był przez drużyny piłkarskie skoszarowanych w tym rejonie 28 i 31 pułków strzelców kaniowskich. Od 9 lipca 1926 roku, kiedy to decyzją dowództwa IV Okręgu Korpusu kluby sportowe 28 psk, 31 psk i 4. Dyonu Żandarmerii zostały połączone w Wojskowy Klub Sportowy Łódź – został oficjalnym obiektem klubu. Na przełomie lat 20. i 30. XX wieku wokół boiska piłkarskiego powstała pełnowymiarowa bieżnia, która po wojnie przebudowana została na tor żużlowy. W tym samym czasie na terenie obiektu powstała na użytek sekcji strzeleckiej strzelnica małokalibrowa.
Po wojnie obiekt wykorzystywany był przez Garnizonowy Wojskowy Klub Sportowy Orzeł, a zarządcą stadionu było wojsko (później Wojskowa Akademia Medyczna, a następnie Miejski Ośrodek Sportu i Rekreacji). Od czasu reaktywacji łódzkiego żużla w 1995 roku regularnie występowali na nim żużlowcy Orła Łódź. W latach 2016–2018 tuż obok obiektu wybudowano nowy stadion żużlowy, na który przenieśli się żużlowcy klubu Orzeł. Budowa nowej areny pociągnęła za sobą rozbiórkę zachodniej trybuny dawnego obiektu, po otwarciu nowego stadionu likwidacji uległ również tor żużlowy na starym obiekcie. Przed rozebraniem zachodniej trybuny pojemność starego stadionu Orła wynosiła 5000 widzów (po montażu plastikowych krzesełek w 2009 roku, wcześniej pojemność dochodziła do 12 000 widzów). Długość toru żużlowego na starym stadionie Orła wynosiła 383 m, jego szerokość na prostych wynosiła 8 m, a na łukach 11 m. 